# Sheree J. Wilson
Sheree Julienne Wilson (Rochester, 12 dicembre 1958) è un'attrice statunitense, impegnata prevalentemente in campo televisivo, dove lavora dalla metà degli anni ottanta.
Wilson è conosciuta prevalentemente per la interpretazione di April Stevens nella serie televisiva Dallas (1986-1991) e per il ruolo di Alex Cahill nella serie televisiva Walker Texas Ranger (1993-2001).

## Biografia
Figlia di due impiegati della IBM, Wilson si trasferì in Colorado quando aveva nove anni. Nel 1981, Wilson si laureò in "Fashion merchandising and business" all'University of Colorado at Boulder..
Mentre si trova a Denver per un servizio di moda, uno dei fotografi la scambiò per una modella, presentandola a un agente di New York, che le fece immediatamente un contratto. Si è dunque trasferita a Manhattan, lavorando in oltre trenta campagne commerciali per Clairol, Keri-Lotion e Maybelline.
Dopo tre anni di lavoro come modella, Wilson si trasferisce a Los Angeles. I suoi primi ruoli furono quello di Ellen Stockwell nel film per la televisione della ABC Velvet e quello di Rachel in un episodio della serie di spionaggio Cover Up. L'anno seguente partecipò alla commedia nera I due criminali più pazzi del mondo, diretto da Sam Raimi e recitò con Tim Robbins nella commedia Dal college con furore e con Peter Strauss nella miniserie televisiva della CBS Kane & Abel. Tra il 1985 e il 1986 recitò in L'onore della famiglia, una serie televisiva drammatica della CBS sui poliziotti irlandesi contro la mafia, nella quale ha recitato accanto a Ray Liotta, Michael Madsen e Eli Wallach. Terminata la sua esperienza in questa serie televisiva, l'attrice recitò nel film per la televisione Ultime notizie, accanto a Martin Sheen.
Nel 1986, Wilson ottenne il ruolo per cui è meglio conosciuta, cioè quello di April Stevens nella serie televisiva Dallas, ruolo interpretato per cinque stagioni, dal 1986 al 1991. Wilson lasciò la serie nella prima metà della quattordicesima e ultima stagione, dal momento che era incinta. Il suo personaggio venne ucciso durante la sua luna di miele (con il nuovo marito Bobby Ewing) a Parigi.
Nel 1993, entrò a far parte del cast principale della serie televisiva Walker Texas Ranger nel ruolo di Alex Cahill, in cui lavorò accanto a Chuck Norris. Sheree ha recitato nella fiction fino all'ultimo episodio nel 2001, ottenendo grandi consensi. Nel 1994, ha interpretato il ruolo di protagonista femminile Leslie in Hellbound - All'inferno e ritorno, nuovamente insieme a Norris.
Nel 2005 tornò ad interpretare il ruolo di Alex Cahill nel film per la televisione Walker Texas Ranger - Processo infuocato. Nel 2007 è protagonista di Pioggia di fuoco.
Dal 2010 ha recitato in numerose pellicole, tra le quali ricordiamo il film western del 2011 The Gundown, in cui ha recitato accanto a Peter Coyote e Easy Rider: The Ride Back del 2013, nel quale recita come co-protagonista.

## Vita privata
Wilson è stata sposata con Paul DeRobbio con il quale ha avuto due figli; Luke (1990) e Nicolas (1997). Dopo aver divorziato, la Wilson si è stabilita a Marina del Rey, con i suoi figli.

## Filmografia

### Cinema
- I due criminali più pazzi del mondo (Crimewave), regia di Sam Raimi (1985)
- Dal college con furore (Fraternity Vacation), regia di James Frawley (1985)
- Hellbound - All'inferno e ritorno (Hellbound), regia di Aaron Norris (1994)
- Midnight Expression, cortometraggio, regia di Bryon Weiss (2003)
- Birdie & Bogey, regia di Mike Norris (2004)
- Fragile, cortometraggio, regia di Fredric Lean (2006)
- Killing Down, regia di Blake Calhoun (2006)
- The Gundown, regia di Dustin Rikert (2011)
- Easy Rider: The Ride Back, regia di Dustin Rikert (2012)
- Dug Up, regia di Dustin Rikert (2013)
- A Country Christmas, regia di Dustin Rikert (2013)
- Jail Wagon, regia di William Both (2014)
- The Silent Natural, regia di David Risotto (2018)

### Televisione
- Velvet, regia di Richard Lang – film TV (1984)
- Cover Up – serie TV, 1 episodio (1984)
- Kane & Abel – miniserie TV, 1 episodio (1985)
- L'onore della famiglia (Our Family Honor) – serie TV, 13 episodi (1985-1986)
- Dallas – serie TV, 113 episodi (1986-1991)
- L'onore della famiglia (Our Family Honor) – serie TV, 13 episodi (1986)
- Ultime notizie (News at Eleven), regia di Mike Robe – film TV (1986)
- Matlock – serie TV, episodio 6x06 (1991)
- Renegade – serie TV, episodio 1x03 (1992)
- Walker Texas Ranger - serie TV, 196 episodi (1993-2001)
- Walker Texas Ranger - Riunione mortale (Walker Texas Ranger 3: Deadly Reunion), regia di Michael Preece – film TV (1994)
- Past Tense - Tempo Passato (Past Tense), regia di Graeme Clifford – film TV (1994)
- La legge di Burke (Burke's Law) – serie TV, 1 episodio (1995)
- Sons of Thunder – serie TV, 3 episodi (1999)
- La libreria del mistero: Chi è stato? (Mystery Woman: Game Time), regia di David S. Cass Sr. - film TV (2005)
- Walker Texas Ranger - Processo infuocato (Walker, Texas Ranger: Trial by Fire), regia di Aaron Norris - film TV (2005)
- Pioggia di fuoco (Anna's Storm), regia di Kristoffer Tabori – film TV (2007)
- Pink – serie TV, 10 episodi (2008)
- Leaving Bliss – serie TV, 1 episodio (2009)
- Il Natale di Belle (Christmas Belle), regia di Alex Wright - film TV (2013)
- DeVanity – serie TV, 1 episodio (2014)

## Doppiatrici italiane
Nelle versioni in italiano delle opere in cui ha recitato, Sheree J. Wilson è stata doppiata da:
- Fabrizia Castagnoli in Walker Texas Ranger, Sons of Thunder, Walker Texas Ranger - Processo infuocato
- Elettra Bisetti in I due criminali più pazzi del mondo
- Antonella Rinaldi in Hellbound - All'inferno e ritorno
- Paola Del Bosco in L'onore della famiglia
- Stefania Giacarelli in Dallas (1ª voce)
- Claudia Razzi in Dallas (2ª voce)
- Renata Biserni in Renegade
- Monica Gravina in Walker Texas Ranger (episodi accorpati a film)